# Orlovi járás

Az Orlovi járás a Kirovi területen

Az Orlovi járás (oroszul Орловский район) Oroszország egyik járása a Kirovi területen. Székhelye Orlov.

## Népesség
- 1989-ben 19 557 lakosa volt.
- 2002-ben 16 190 lakosa volt.
- 2010-ben 12 934 lakosa volt, melyből 12 255 orosz, 82 ukrán.